# Lacydoides tibetensis
Lacydoides tibetensis är en fjärilsart som beskrevs av Daniel 1955. Lacydoides tibetensis ingår i släktet Lacydoides och familjen björnspinnare. Inga underarter finns listade i Catalogue of Life.